# Sphincterochila candidissima
Sphincterochila candidissima es una especie de gasterópodo terrestre de la familia Sphincterochilidae común en el levante de la península ibérica. Habita en el oeste de la región mediterránea, al este llega hasta Cerdeña, Sicilia, la península italiana (oeste de Liguria hasta Puglia), Malta y noroeste de Libia.

## Características
Mide de 15 a 26,5 mm de diámetro y de 13 a 21 mm de altura. Concha blanca, muy sólida y gruesa, pálida o débilmente brillante, a veces con un ligero tono rojizo en el ápice y el margen de la abertura. Sin ombligo. Abertura muy oblicua. Espiras casi lisas, el borde superior de cada espira conecta por lo general ligeramente por debajo de la quilla de la espira anterior. Cierran el epistoma con un epifragma calizo.

## Historia natural
Vive en matorrales y lugares esteparios áridos. Son nocturnos y se alimentan de líquenes y algas del suelo. Tiene dos picos de actividad, uno en octubre y otro en marzo. En el invierno se entierran en el suelo para escapar del frío, en el verano estivan subidos a las plantas para reducir la exposición al calor. Pueden sobrevivir varios años en reposo.